# Kondrikino
Kondrikino (en rus: Кондрыкино) és un poble de l'óblast de Kaluga, a Rússia, que en el cens del 2010 tenia 9 habitants, pertany al districte de Jizdra.